# YM2612

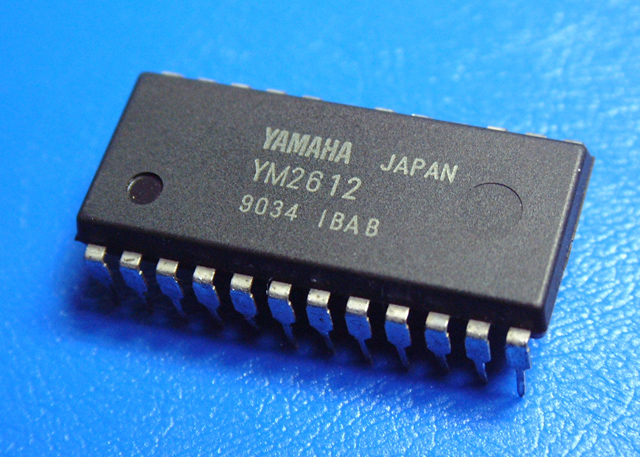
Yamaha YM2612

Le YM2612 est un générateur de son créé par Yamaha. Il a notamment été utilisé sur la console Mega Drive.

## Spécifications
- Six canaux FM simultanés (voix)
- Quatre opérateurs par canal
- Deux interval timers (en)
- Onde sinusoïdale oscillateur basse fréquence
- Sortie stéréo analogique